# Lega Nord
Lega Nord (fuldt navn: Lega Nord per l'Indipendenza della Padania) er et italiensk højreorienteret politisk parti, der blev stiftet i 1991 som en føderation af seks regionale seperatistpartier i Norditalien.
Partiet arbejder for transformationen af Italien indtil en føderal stat, med stor autonomi for de nordlige regioner. Partiet er desuden imod indvandring, samt er euroskeptisk, og er desuden beskrevet som højrepopulistisk af flere eksperter. Partiet er medlem af Gruppen Identitet og Demokrati (ID-gruppen), i Europa-Parlamentet.
Partiets nuværende leder er Matteo Salvini, Italiens vicestatsminister.
Partiets grundlægger var Umberto Bossi.